# Proprioseiopsis lenis
Proprioseiopsis lenis är en spindeldjursart som först beskrevs av Corpuz-Raros och Rimando 1966.  Proprioseiopsis lenis ingår i släktet Proprioseiopsis och familjen Phytoseiidae. Inga underarter finns listade i Catalogue of Life.